# Станкевич Ядвіга Вацлавівна
Ядвіга Вацлавівна Станкевич (3 жовтня 1909, Санкт-Петербург, Російська імперія — 19 травня 1959, Ленінград, Російська РФСР, СРСР) — радянський археолог, кандидат історичних наук, член КПРС, науковий співробітник Ленінградського відділення Інституту археології АН СРСР Російська Радянська Федеративна Соціалістична Республіка, фахівець у галузі вивчення пам'яток матеріальної культури північно-західних слов'ян.

## Життєпис
Джерела:  
Ядвіга Вацлавівна народилася в Ленінграді 3 жовтня 1909 року. 1931 року закінчила історико-лінгвістичний факультет Ленінградського державного університету (ЛІФЛІ). У 1931—1933 роках працювала завідувачем історичного відділу Петрозаводського музею. Потім перейшла працювати до Державного Ермітажу. У 1934 році Ядвіга Станкевич вступила до аспірантури Інституту історії матеріальної культури. З 1938 року і до кінця свого життя обіймала посаду наукового співробітника Інституту історії матеріальної культури АН СРСР. Сфера наукових інтересів Ядвіги Вацлавівни — дослідження пам'яток матеріальної культури центральних та північно-західних районів європейської частини СРСР I та початку II тисячоліття н. е., вивчення слов'янських, балтійських та фінно-угорських племен та історія виникнення давньоруської народності. 1946 року Ядвіга Станкевич захистила кандидатську дисертацію на тему «Хронологічна класифікація поховань Південно-Східного Приладожжя IX—XIII століть». У її науковому доробку понад 20 наукових праць.

## Деякі наукові праці
Джерела: 
- Раскопки Михайловского могильника. КСИИМК. вип. II, 1939
- К вопросу об этническом составе населения Ярославского Поволжья в IX—X столетиях. МИА, № 6, 1941
- Хронологическая классификация погребений Юго-Восточного Приладожья. КСИИМК, вып. XIV, 1947
- Шестовицкие курганы (тезиси доровіді). КСИИМК, вып. XXI, 1947
- Поселения 1-го тысячелетия н. э. верхнего течения Западной Двины. Тезисы докладов на Пленуме ИИМК, посвящённом вопросам археологии Прибалтики (1951 г.). Москва, 1951
- Исследование памятников 1-го тысячелетия н. э. в верховьях Западной Двины за 1949—1951 гг. КСИИМК, вип. 52, 1953
- Памятники славянской культуры середины 1-го тысячелетия н. э. в верхнем течении Западной Двины. КСИИМК, вип. 72, 1958
- К истории населения Верхнего Подвинья в 1-м и начале 2-го тысячелетия н. э. Сборник «Древности северо-западных областей РСФСР», МИА, № 76, 1960
- Шестовицкое поселение и могильник по материалам раскопок 1946 года. КСИА АН СССР, вып. 87, 1962. (Опубліковано посмертно)
- Курганы у деревни Полибино на реке Ловати. КСИА АН СССР, вып. 87, 1962. (Опубліковано посмертно)